# Justus von Alexandria
Justus († um 129) war Bischof von Alexandria. Seine Amtszeit wird in die Jahre 118–129 (auch: 121–131) datiert. Ansonsten ist wenig über ihn bekannt, da es keine zeitgenössischen Quellen über ihn gibt. Sein Nachfolger wurde Eumenes.